# DCTN3
DCTN3 (англ. Dynactin subunit 3) – білок, який кодується однойменним геном, розташованим у людей на короткому плечі 9-ї хромосоми. Довжина поліпептидного ланцюга білка становить 186 амінокислот, а молекулярна маса — 21 119.
| 10         |  | 20         |  | 30         |  | 40         |  | 50         |
| ---------- |  | ---------- |  | ---------- |  | ---------- |  | ---------- |
| MAGLTDLQRL |  | QARVEELERW |  | VYGPGGARGS |  | RKVADGLVKV |  | QVALGNISSK |
| RERVKILYKK |  | IEDLIKYLDP |  | EYIDRIAIPD |  | ASKLQFILAE |  | EQFILSQVAL |
| LEQVNALVPM |  | LDSAHIKAVP |  | EHAARLQRLA |  | QIHIQQQDQC |  | VEITEESKAL |
| LEEYNKTTML |  | LSKQFVQWDE |  | LLCQLEAATQ |  | VKPAEE     |  |            |

A: Аланін

C: Цистеїн

D: Аспарагінова кислота

E: Глутамінова кислота

F: Фенілаланін

G: Гліцин

H: Гістидин

I: Ізолейцин

K: Лізин

L: Лейцин

M: Метіонін

N: Аспарагін

P: Пролін

Q: Глутамін

R: Аргінін

S: Серин

T: Треонін

V: Валін

W: Триптофан

Задіяний у таких біологічних процесах, як клітинний цикл, поділ клітини, мітоз, ацетилювання, альтернативний сплайсинг. 
Локалізований у цитоплазмі, цитоскелеті, хромосомах, центромерах, кінетохорі.